# Pekulnej
Pekulnej (ros. Пэкульней) – pasmo górskie w azjatyckiej części Rosji, w Czukockim Okręgu Autonomicznym; w południowej części Gór Czukockich. Od zachodu ogranicza je rzeka Biełaja, a od wschodu rzeka Tanjurer. Od północy graniczy z pasmem Osynowskij chriebiet. 
Ciągnie się z północy na południe na długości ok. 300 km (ok. 280 km). Najwyższym szczytem jest Koljuczaja (1381 m n.p.m.). 
Pasmo zbudowane jest z mezozoicznych i kenozoicznych skał osadowych z intruzjami skał magmowych; występują lodowce (łączna powierzchnia ok. 20 km²); klimat subpolarny; roślinność tundrowa.